# Cremastocheilus opaculus
Cremastocheilus opaculus är en skalbaggsart som beskrevs av Horn 1894. Cremastocheilus opaculus ingår i släktet Cremastocheilus och familjen Cetoniidae. Inga underarter finns listade i Catalogue of Life.